# Euxoa clausa
Euxoa clausa är en fjärilsart som beskrevs av Mcdunnough 1923. Euxoa clausa ingår i släktet Euxoa och familjen nattflyn. Inga underarter finns listade i Catalogue of Life.